# Angel Island
Angel Island is een eiland in de Baai van San Francisco, in de Amerikaanse staat Californië. Het 3,107 km² grote eiland behoort tot Marin County en wordt in zijn geheel omvat door het Angel Island State Park. Het is het grootste eiland in de Baai van San Francisco. Mount Caroline Livermore is met z'n 240 meter het hoogste punt van Angel Island. Volgens de volkstelling van 2000 woonden er 57 mensen.
Het eiland is opeenvolgend gebruikt als ranch, legerkamp, fort, quarantainekamp en immigratiestation. Tussen 1910 en 1940 passeerden immigranten uit China, Korea, India en Japan langs Angel Island, waardoor het eiland de bijnaam "Ellis Island of the West" meekreeg. De Aziaten werden maandenlang in het immigratiekamp vastgehouden en verhoord, omdat de VS sinds 1882 de immigratie van met name Chinezen probeerden af te remmen. In 1940 ging een deel van het kamp, waaronder de administratiebarak, verloren bij een brand.
Het hele eiland werd erkend als California Historical Landmark, het immigratiestation als National Historic Landmark. 